# Rapport Blanchard Tirole
Le Rapport Blanchard Tirole, nom usuel du document intitulé Les grands défis économiques, est un rapport portant sur les aspects économiques du réchauffement climatique, de la lutte contre les inégalités et des retraites en France. Demandé début 2020 par le président de la république française Emmanuel Macron à une commission d'économistes conduits par les professeurs Olivier Blanchard et Jean Tirole, il est remis  en juin 2021 et suscite dans la presse des échos divers.

## Plans et principaux auteurs
Le rapport se décompose comme suit :
- synthèse par Olivier Blanchard et Jean Tirole ;
- chapitre introductif : « La France face à trois défis majeurs », écrit par Olivier Blanchard et Jean Tirole ;
- chapitre I : « Changement climatique », écrit principalement par Christian Gollier et Mar Reguant ;
- chapitre II : « Inégalités et insécurité économiques », écrit par Dani Rodrik et Stefanie Stantcheva ;
- chapitre III : « Changement démographique », écrit principalement par Axel Börsch-Supan (Institut Max-Planck de droit social et de politique sociale, Munich center for the Economics of aging), Claudia Diehl (université de Constance) et Carol Propper (Imperial College Business School, Londres).

## Présentation sommaire du rapport
Il s'agit d'un rapport beaucoup plus universitaire que celui de la commission Attali de 2007. En effet, à la différence de ce dernier qui débouchait sur un catalogue de mesures à adopter, il est plus destiné à faire réfléchir et à alimenter débats et réflexions. Le rapport insiste sur la complémentarité des réformes à engager, sur son aspect systémique. Le document est aussi critique envers les politiques accusés de reporter « dans le temps les coûts des mesures qui font mal ».
Le chapitre 1 est consacré au réchauffement climatique. Les économistes sont en faveur d'une taxe carbone. Pour rendre acceptable une telle mesure, qui s'est heurtée en France au mouvement des gilets jaunes, ils proposent une extension des quotas. Il préconise le maintien des centrales nucléaires existantes.
Dans le chapitre 2 est consacré à la lutte contre les inégalités. Après avoir constaté qu'en France, contrairement à un sentiment répandu, les inégalités ne s'étaient pas accrues, les auteurs insistent sur la nécessité de créer des emplois de bonne qualité et sur l'utilisation de l'impôt sur les successions pour réduire les inégalités de patrimoine. Concernant le commerce international, le rapport insiste sur la nécessité d'inclure dans les accords internationaux dans le dumping social « le travail des enfants, le travail forcé et la violation des droits de travailleurs ».
Le chapitre 3 traite notamment des retraites et estime que le projet de réforme du gouvernement de 2019 constituerait une bonne base de départ. Toutefois, pour l'économiste allemand Axel Börch-Supan, il semble difficile d'envisager une réforme des retraites avant l'élection de 2022.

## Réactions
Romaric Godin dans Médiapart  estime que le rapport est constitué « d'une somme de vieilles recettes néolibérales sans originalité ni créativité »
Marie Viennot, sur France Culture, déplore que la commission n'ait été composée que d'« économistes plutôt « Mainstream » », en particulier des membres de l'Association française de science économique (AFSE). Interrogés, Blanchard et Tirole ne semblent regretter que la non-participation d'Esther Duflo (qui a refusé) et de Thomas Piketty.
Alain Grandjean, membre du haut conseil pour le climat, regrette que la commission n'ait pas abordé le thème de la biodiversité
Mallet, dans Localtis, trouve que dans ce document de 500 pages la notion d'agir local est assez fortement absente

## Membres de la commission
La commission est composée d'environ un tiers d'économistes français, un tiers d'économistes américains et un tiers d'économistes européens (hors France).
| Américains                                                | Français                       | Autres européens                                          |
| --------------------------------------------------------- | ------------------------------ | --------------------------------------------------------- |
| Peter Diamond                                             | Philippe Aghion                | Richard Blundell (University College London)              |
| Paul Krugman                                              | Laurence Boone (OCDE)          | Valentina Bosetti (Bocconi Milan)                         |
| Michael Greenstone (Beker Friedman Institute) (Chicago)   | Daniel Cohen                   | Nicola Fuchs-Schündeln (université Goethe Francfort)      |
| Lawrence Summers                                          | Emmanuel Farhi (Harvard)       | Nicolas Stern (LSE)                                       |
| Laura Tyson (Berkeley)                                    | Jean Pisani-Ferry              | Christian Gollier (école d'économie de Toulouse)          |
| Adam Posen (Peterson Institute for international economy) | Thomas Philippon               | Claudia Diehl (Université de Constance)                   |
| Mar Reguant                                               | Jean Tirole                    | Axel Börsch-Supan (Université de Munich)                  |
| Hilary Hoynes (Berkeley)                                  | Stéphanie Stantcheva (Harvard) | Carol Propper (Imperial College Business School (Londres) |
|                                                           | Olivier Blanchard              | Dani Rodrik                                               |